# Paul Buckmaster
Pour les articles homonymes, voir Buckmaster.
Paul John Buckmaster était un arrangeur-compositeur britannique, né le 13 juin 1946 à Londres et décédé le 7 novembre 2017 à Los Angeles (Californie). Il est surtout connu pour ses collaborations orchestrales avec Elton John et Shawn Phillips. Il a aussi travaillé avec David Bowie, Harry Nilsson, The Rolling Stones, Carly Simon, Leonard Cohen, Miles Davis et The Grateful Dead dans les années 1970, suivi de ses contributions aux enregistrements de nombreux autres artistes, dont Stevie Nicks, Lionel Richie, Céline Dion, Carrie Underwood, Kenny Rogers, Guns N' Roses, Taylor Swift et le groupe Heart.

## Biographie
Paul Buckmaster est né à Londres le 13 juin 1946. Son père, John Caravoglia Buckmaster, était un acteur britannique et sa mère, Ermenegilda ("Gilda") Maltese, était une pianiste de concert italienne et diplômée du Conservatoire de musique de Naples.
À quatre ans, Paul a commencé à fréquenter une petite école privée à Londres appelée London Violoncello School, et a continué à étudier le violoncelle avec plusieurs professeurs privés jusqu'à l'âge de dix ans. En 1957, sa mère l'a emmené avec ses deux frères et sœurs à Naples, où il a auditionné avec le professeur de violoncelle Willy La Volpe, pour être évalué comme éligible pour une bourse. De 1958 à 1962, il partage son temps entre étudier la musique à Naples et travailler pour ses GCEs à Londres, puis obtient une bourse pour étudier le violoncelle à la Royal Academy of Music, dont il a obtenu un diplôme d'interprétation en 1967.
Il est sans doute mieux connu pour son travail avec Elton John, avec lequel il a travaillé entre 1969 et 1972 et épisodiquement par la suite. Il a démontré une technique professionnelle comme violoncelliste et a aussi travaillé comme arrangeur sur des titres majeurs, tel que Space Oddity de David Bowie. Il a aussi aidé ce dernier pour la musique de la bande originale du film The Man Who Fell to Earth, ainsi que sur la chanson "Subterraneans" de l'album Low, sur laquelle il a joué le piano. En 1970, il travaille comme claviériste, et arrangeur orchestral pour Shawn Phillips sur son album Second Contribution, pour lequel il compose le titre F Sharp Splendor sur lequel il a joué le violoncelle. En 1974, il écrit des instrumentaux pour Harry Nilsson et son film Son of Dracula, dans lequel apparaît aussi Ringo Starr. Il est le compositeur de la musique du film L'Armée des douze singes réalisé par Terry Gilliam en 1995.
Il a aussi travaillé comme arrangeur pour Mick Jagger, Véronique Sanson, Belinda Carlisle, John Miles, Céline Dion, John Wetton, Patti LaBelle, Angelo Branduardi.et le groupe Deep Purple.

## Travail en studio
Paul Buckmaster a fait preuve d'une maîtrise professionnelle en tant que violoncelliste. Après avoir dirigé un petit groupe orchestral lors d'une tournée de deux mois avec les Bee Gees en 1968, il a commencé sa carrière en tant qu'arrangeur d'orchestre sur diverses chansons à succès, dont "Space Oddity" de David Bowie (1969), et a contribué à des collaborations orchestrales sur un certain nombre de premiers albums d'Elton John (1969-1972), ainsi que sur les chansons « Sway » et « Moonlight Mile » sur l'album Sticky Fingers des Rolling Stones (1971). Buckmaster a contribué aux arrangements de cordes et de cor à l'album de 1971 de Leonard Cohen, Songs of Love and Hate. Il a également aidé Miles Davis à préparer On the Corner (1972) et a écrit les arrangements pour les séances de studio, auxquelles il a également participé, à la demande de Davis, en fredonnant des lignes de basse et des rythmes pour diriger les musiciens. Ces arrangements servaient souvent de point de départ pour être transformés jusqu'à ce que ce qui était joué ne ressemblât plus à ce qu'il avait écrit. Cela était conforme à l'approche inspirée de Karlheinz Stockhausen dont Buckmaster et Davis avaient discuté dans les semaines précédant la session.

## Travail cinématographique
Il a écrit quelques pièces instrumentales pour le film et l'album de Harry Nilsson Son of Dracula (1974). Il a également joué avec Bowie et son groupe dans les enregistrements de la bande originale du film de science-fiction The Man Who Fell to Earth (1976), dans lequel Bowie a joué le rôle de Thomas Jerome Newton. Paul a déclaré dans l'article du magazine Mojo "60 Years of Bowie", qu'il avait joué du violoncelle sur les enregistrements de la bande originale, sur lesquels Carlos Alomar, J. Peter Robinson et d'autres étaient également inclus :
"Il y avait quelques morceaux instrumentaux rock à tempo moyen, avec des motifs simples et des grooves rapides, avec une formation de la section rythmique de David (Carlos Alomar et al.) plus J. Peter Robinson sur Fender Rhodes et moi sur violoncelle et quelques overdubs de synthé, utilisant ARP Odyssey et Solina. Il y avait aussi une pièce que j'ai écrite et interprétée à l'aide de mbiras (pianos à pouces africains) magnifiquement fabriqués que j'avais achetés plus tôt cette année-là, ainsi que d'un violoncelle, le tout réalisé avec plusieurs overdubs".
—Paul Buckmaster, "60 ans de Bowie" (Mojo Classic Magazine - Vol 2 Numéro 2)
Plus tard, le réalisateur du film Nicolas Roeg a décidé de ne pas utiliser les enregistrements mais plutôt des chansons existantes comme bande originale du film.
En 1995, Buckmaster a composé, orchestré, dirigé et produit la partition originale du fil L'armée des 12 singes de Terry Gilliam. Il a également composé la musique du film de 1997 Most Wanted.

## Vie privée
Les frères et sœurs de Paul Buckmaster sont Rosemary et Adrian. Il a épousé Diana Lewis en 1970, divorcé trois ans plus tard. D'une relation avec Rosalie Van Leer, ils ont eu un fils Banten. Paul Buckmaster est décédé le 7 novembre 2017 à Los Angeles.

## Prix
Paul Buckmaster a remporté le Grammy Award 2002 pour le meilleur arrangement instrumental accompagnant le chanteur pour Drops of Jupiter.